# Gabriele d'Annunzio
Gabriele D'Annunzio, hoàng tử của Montenevoso, bá tước của Gallese OMS CMG MVM (UK: /dæˈnʊntsioʊ/, US: /dɑːˈnuːn-/, tiếng Ý: [ɡabriˈɛːle danˈnuntsjo]; 12 tháng 3 năm 1863 – 1 tháng 3 năm 1938), đôi khi được đánh vần là d'Annunzio, là một nhà thơ, nhà báo, nhà viết kịch và quân nhân Ý trong trong chiến tranh thế giới lần thứ nhất. Ông chiếm một vị trí nổi bật trong văn học Ý từ 1889 đến 1910 và sau đó là chính trường từ 1914 đến 1924. Ông thường được nhắc đến dưới các bút danh Il Vate ("Nhà thơ") or Il Profeta ("Nhà tiên tri").
D'Annunzio liên kết với phong trào suy đồi trong các tác phẩm văn học của mình, tương tác chặt chẽ với thơ tượng trưng Pháp và Chủ nghĩa duy mỹ Anh. Những tác phẩm như vậy đại diện cho một bước ngoặt chống lại Chủ nghĩa tự nhiên của những tác phẩm lãng mạn trước đó và vừa mang nét gợi cảm, vừa huyền bí. Sự nghiệp của ông chịu ảnh hưởng của Friedrich Nietzsche. Ông vướng vào tình ái với một số người phụ nữ, trong đó có cả Eleonora Duse và Luisa Casati, nhận được nhiều sự chú ý từ dư luận.

## Cuộc đời
Ông sinh ra tại Abruzzes. Ông viết văn từ khá sớm,ngay từ lúc 16 tuổi.Ông là người sống táo bạo, sôi nổi, khát khao tìm kiếm những điều mới mẻ. 10 năm sau, ông thực sự nổi tiếng với những tác phẩm hoàn thiện nhưng ông lại không được thiện cảm của nhân dân trong nước chỉ vì lối sống lộn xộn và đầy tai tiếng. Ông là người có thói trăng hoa, kể cả khi đã lập gia đình (khi 19 tuổi) và bị tù 5 tháng vì tội bắt cóc công chúa. Sau đó ông bôn ba khắp nơi để trốn nợ nhưng đi đến đâu ông cũng được nhiều quý bà tiếp đón niềm nở vì khâm phục tài năng của ông.
Năm 1915, ông trở về Italia tham gia Chiến tranh thế giới thứ nhất.Không may sau đó ông bị thương nặng và trở thành mù lòa một mắt. Chính phủ đã đánh giá cao công lao của ông và phong tước cho ông.

## Sự nghiệp
Năm 26 tuổi,ông cho ra đời tác phẩm nổi tiếng Đứa con khoái lạc thể hiện lối sống sôi nổi mạnh mẽ, đầy khát khao của chính ông. Sau đó lần lượt ông cho ra đời các tác phẩm Người lạ (1892), Chiến thắng của tử thần (1894), Những trinh nữ tại những tảng đá (1896), Lửa (1908).
Sau khi tham gia chiến tranh trở về,ông trở lại quê hương và tập trung viết những tác phẩm cuối đời: Những tia lửa của cái búa, Người đồng bạn với mắt không có mi       (1928)... Ông để lại cho đời gần 100 tác phẩm trong đó có rất nhiều tác phẩm có giá trị lớn.
Năm 1938, ông qua đời tại Victorian, gần Garde, Ý thọ 75 tuổi.
Ông là một tâm hồn lãng mạn, biến tâm hồn mình thành những vân thơ với những sự bất ngờ và độc đáo của nó.